# Mares (gruppo musicale)
Mares è stato un gruppo musicale svedese formatosi nel 2014 e scioltosi nel 2022. È stato costituito dai musicisti Fredrik "Frappucino" Danfors, Michael "Micke" Dahnberg, Fredrik "Fidde" Nilsson, Albin Egrelius Fredlund e Olof "Olle" Wärend Rylander.

## Storia del gruppo
I Mares si sono fatti conoscere col primo album in studio Sunnanvind (2019), numero uno nella Sverigetopplistan; candidato per un premio Grammis, esso contiene la traccia omonima, classificatasi nella top five svedese e doppio platino. In precedenza, hanno pubblicato il brano di moderato successo Allt du gör och att du finns (2015), anch'esso doppio platino.
Svanesång (2022) è stato il loro secondo LP a raggiungere la top 20 nazionale; dall'album sono stati estratti Misstag i Moskva e Notre-Dame.

## Formazione
- Fredrik Danfors – voce, chitarra
- Michael Dahnberg – tastiere
- Fredrik Nilsson – basso
- Albin Egrelius Fredlund – chitarra
- Olof "Olle" Wärend Rylander – batteria

## Discografia

### Album in studio
- 2019 – Sunnanvind
- 2022 – Svanesång

### EP
- 2018 – Rock'n'roll Will Never Die

### Raccolte
- 2022 – Mares

### Singoli
- 2015 – Allt du gör och att du finns
- 2016 – Höga klackar
- 2016 – Cyklar ni så springer jag
- 2017 – Nattens sista dans
- 2017 – Freddie
- 2017 – 95
- 2018 – Epos No. 1
- 2018 – Sjutton
- 2019 – Penseldrag
- 2019 – Stråkorkester
- 2020 – En sista minut
- 2020 – Rosenkrans
- 2021 – Misstag i Moskva
- 2022 – Pappersvingar
- 2022 – Notre-Dame
- 2025 – Bröllopsvals